# 卡利亞卡伊爾烏帕齊拉
卡利亞卡伊爾是孟加拉國的一個烏帕齊拉，位於達卡專區的加濟布爾縣。

## 人口
卡利亞卡伊爾烏帕齊拉共有戶數45565戶。據1991年孟加拉國人口普查，該地共有人口232915人，其中男性佔比51.21%，女性48.79%；成年人口126799人。該地7歲以上人口之平均識字率為58.3%，高於全國平均值（32.4%）。